# Valeria Răcilăová
Valeria Răcilăová (rodným příjmením Roşcaová, později provdána jako van Groningenová; 2. června 1957 Stulpicani) je bývalá rumunská veslařka. Na olympijských hrách v Los Angeles roku 1984 vyhrála závod ve skifu. O čtyři roky dříve na hrách v Moskvě získala svou první olympijskou medaili, bronzovou, v dvojskifu, ve dvojici s Olgou Homeghiovou. Z mistrovství světa má ze skifu dvě stříbra (1982, 1985). Původně se věnovala atletice, k veslování se dostala až v devatenácti letech. V roce 1985 se provdala za nizozemského právníka a obchodníka Stevena van Groningena a v roce 1986 se přestěhovali do Nizozemska. V roce 2001 se rodina usadila v Rumunsku, když se její manžel stal ředitelem rumunské pobočky Raiffeisenbank a Rady zahraničních investorů v Rumunsku. Roku 2008 se Valeria stala ředitelkou Bukurešťského mezinárodního maratonu. V roce 2017 se zúčastnila protestů proti nové sociálnědemokratické vládě.